# Börek

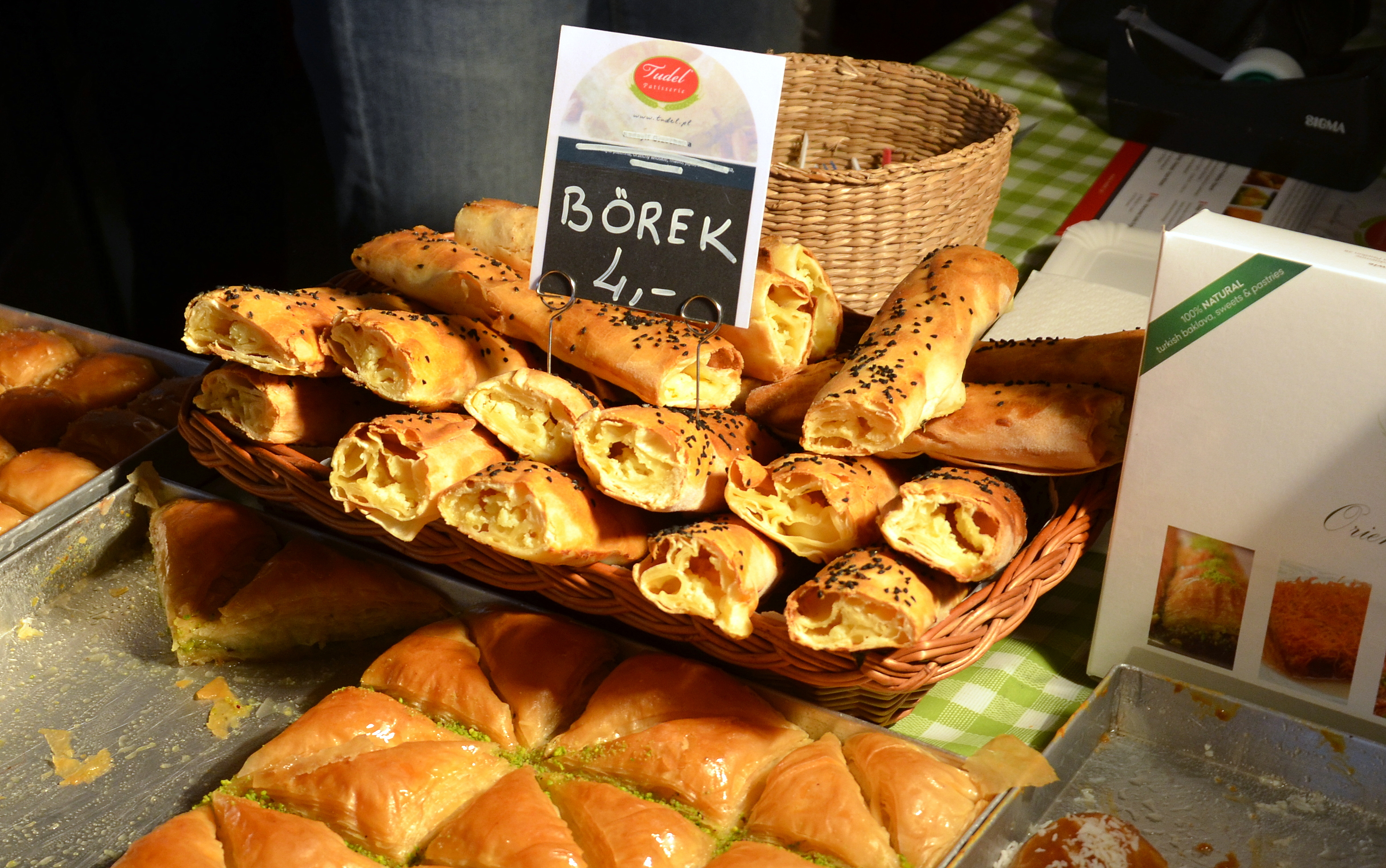
Börek

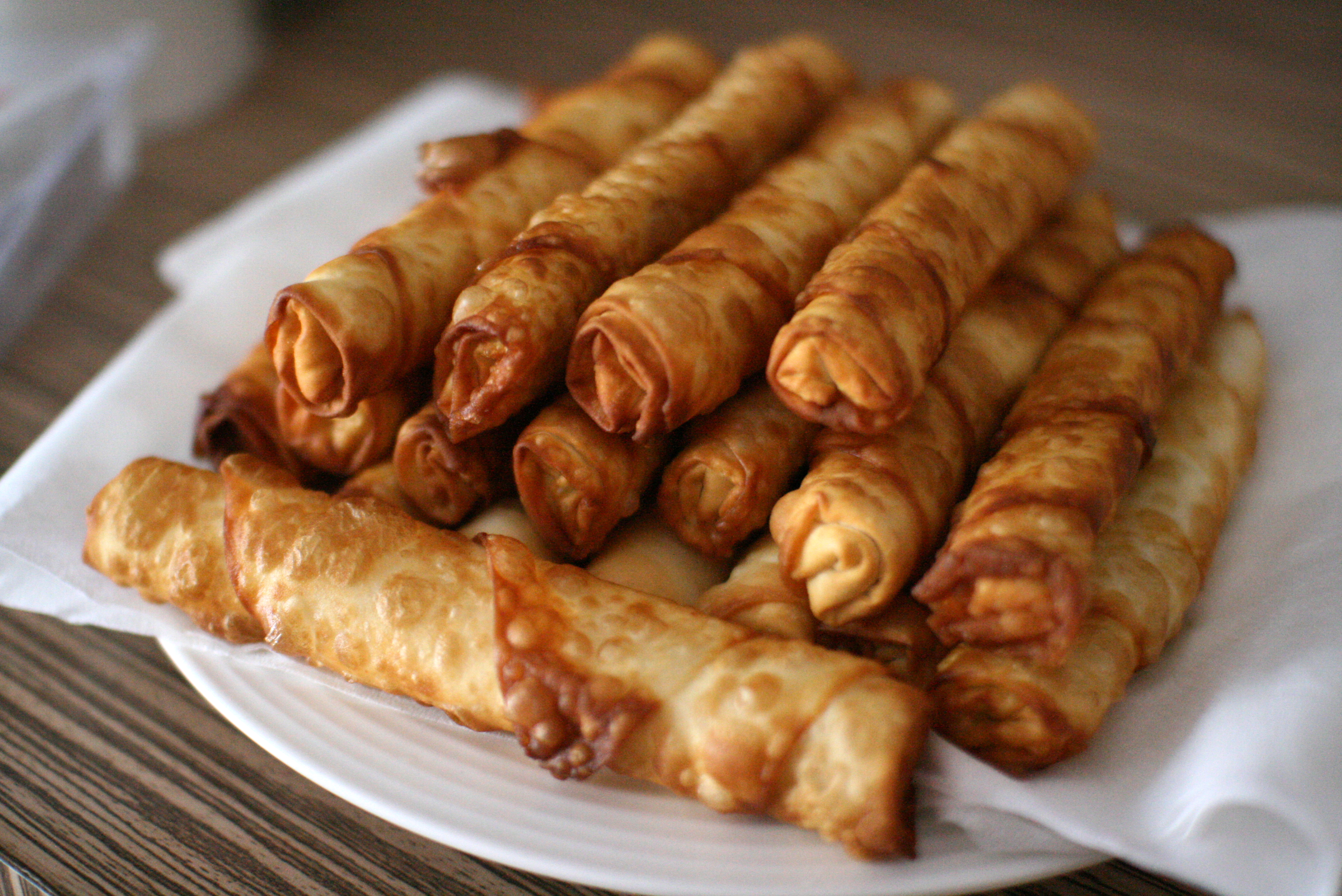
Sigara böreği ("sigarenbörek")

Börek is een deeggerecht dat gemaakt wordt in veel landen in het Midden-Oosten en de Balkan.
Vaak wordt het gemaakt met blader- of filodeeg; het kan gevuld zijn met kaas, gehakt of groente (meestal spinazie). Er zijn veel variaties op dit gerecht.

## Naam
Börek komt oorspronkelijk uit de Ottomaanse keuken. In het Turks wordt börek gebruikt voor diverse deeggerechten, terwijl het in talen die het woord hebben geleend meer specifiek gebruikt wordt. Veel mensen zijn ervan overtuigd dat dit gerecht van oorsprong Turks is; een neveneffect van het koloniale verleden van Turkije.

## Börek (Turkije)
In Turkije is een su böreği ("waterbörek") een lasagneachtig gerecht, meestal gevuld met beyaz peynir (een soort feta). Sigara böreği ("sigarenbörek") zijn kleine rolletjes, eveneens met kaas. Börek wordt vaak verkocht in bakkerijen en snackbars van Turkse immigranten in West-Europa.

## Burek(voormalig Joegoslavië)

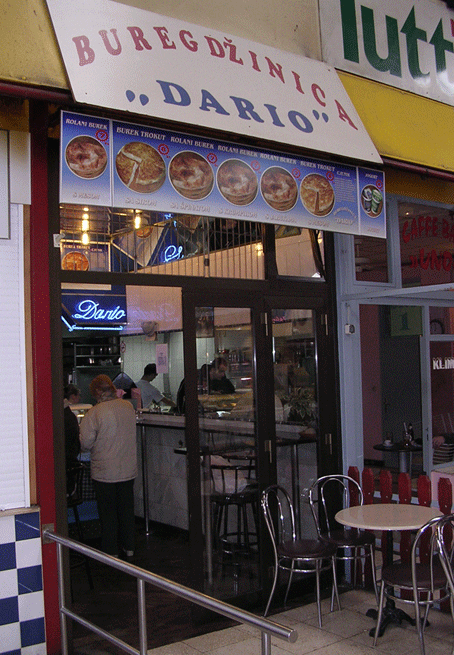
Buregdžinica in Zagreb

In voormalig Joegoslavië wordt het woord burek niet als hyperoniem gebruikt, zoals in het Turks. Het heeft twee verschijningsvormen. Eén in Servië en één in Bosnië en Herzegovina. Deze worden gegeten door alle drie de nationaliteiten: Serviërs, Bosniërs en Kroaten. Beide gerechten worden tegenwoordig ook gegeten in Kroatië en Slovenië, waar het door Albanese en Bosnische bakkers geïntroduceerd werd in de jaren 60.
Burek behoort tot het normale assortiment van de meeste bakkers in voormalig Joegoslavië en wordt meestal gegeten als fastfood, vaak met yoghurt maar ook wel als ontbijt.
Behalve bij bakkers, worden bureks ook verkocht in gespecialiseerde winkeltjes, die uitsluitend burek (en yoghurt) verkopen (buregdžinica in Bosnië en Herzegovina, en бурекџилница in het Macedonisch. Deze buregdžinicas waren de enige bakkerijen die bestonden voor 1800. Ze komen veel voor in Bosnië en Herzegovina en vrij veel in Kroatië, Macedonië, Montenegro en Servië. In Belgrado zijn er pas buregdžinicas sinds de jaren 90, omdat bureks daar allang door alle bakkers verkocht werden.

## Bosnische (opgerolde)burek

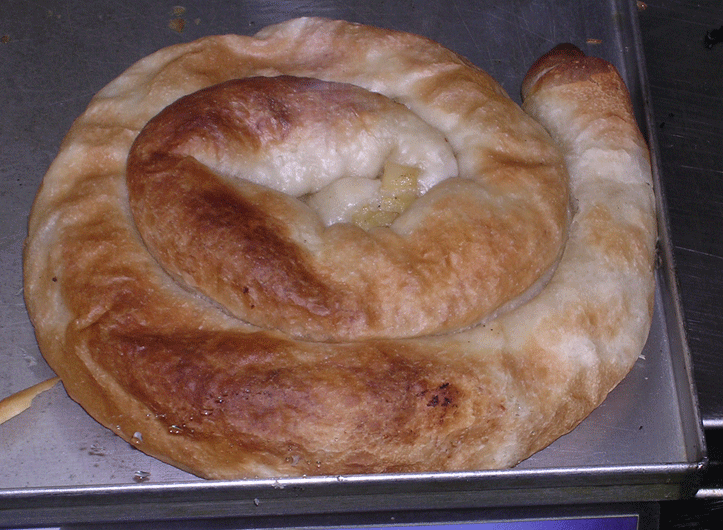
Bosnian rolled burek

In Bosnië en Herzegovina verwijst het woord burek alleen naar een ander soort deeggerecht en alleen als deze gevuld is met vlees. Dunne lagen deeg worden gevuld en daarna opgerold. Hetzelfde gerecht met hüttenkäse heet sirnica, met spinazie en kaas zeljanica, en met aardappels krompiruša. Al deze gerechten vallen onder de naam pita.
Dit deeggerecht is ook populair in Kroatië, waar het door de Bosnische Kroaten werd geïntroduceerd. In Servische steden werd het geïntroduceerd door Bosnische vluchtelingen tijdens de burgeroorlog in de jaren 90 onder de naam sarajevske pite of bosanske pite.

## Byrek(Albanië)

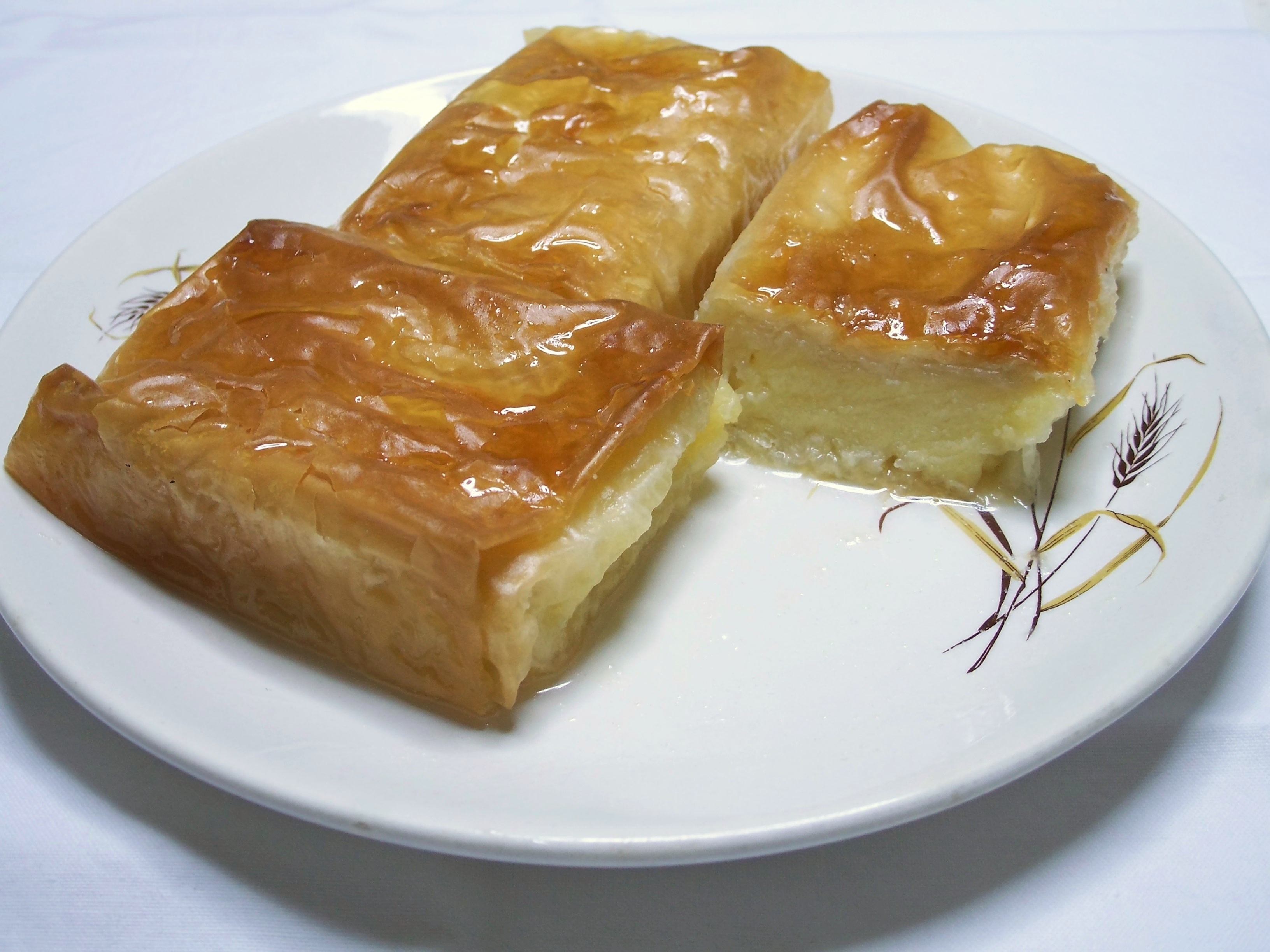
Galaktoboureko

In Albanië heet dit gerecht byrek Shqiptar me perime ('Albanese groente-börek'). Ook wordt het gerecht wel als 'burek' gespeld. In heel Albanië is byrek een belangrijk onderdeel van het voedingspatroon.

## Galaktoboureko(Griekenland)
Galaktoboureko is een Grieks zoet deeggerecht. Het wordt vaak als nagerecht aangeboden in een taverna in Griekenland.

## Brik(Tunesië)

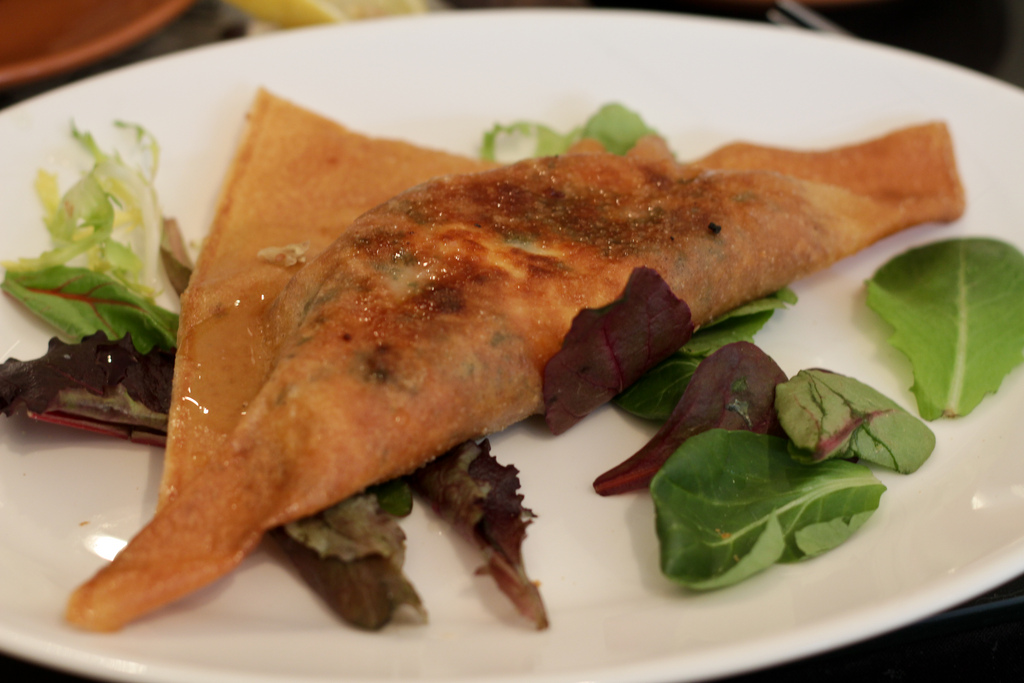
een Tunesische brik

Brik is een Tunesische börek. De bekendste vorm is brick à l'oeuf, een heel ei in driehoekig deeg met ui en peterselie.